# Раїса Пужна
Раїса Пужна (рос. Раиса Пужная; 16 серпня 1907 — 1988) — радянська акторка німого кіно. Закінчила Державний інститут кінематографії.

## Життєпис
Протягом 1927—1934 років знімалась у головних ролях фільмів німого кінематографу: «Баби рязанські» (1927, Анна), «Світле місто» (1928, Настасья Артемова), «Останній атракціон» (1929, Маша), «Тихий Дон» (1930, Наталія), «Крила» (1932, комсомолка), «Гаряча кров» (1933, агроном Ольга), «Найбрудніший» (1934, мати Вані).
Згодом працювала старшим редактором відділу кінолітопису на кіностудії документальних фільмів.